# Richard Dedekind
Julius Wilhelm Richard Dedekind (Braunschweig, 6. listopada 1831. – Braunschweig, 12. veljače 1916.) bio je njemački matematičar koji je dao značajan doprinos teoriji brojeva, apstraktnoj algebri (osobito teoriji prstenova) te aksiomatskim temeljima aritmetike. Najpoznatiji je po definiciji realnih brojeva putem tzv. Dedekindovih rezova. Smatra se jednim od pionira moderne teorije skupova i logicizma, filozofskog pravca u matematici.
Dedekind je imao dubok utjecaj na strukturalnu matematiku, a njegovi pojmovi i metode i danas se koriste u analizi, algebri, teoriji skupova i matematičkoj logici. Njegova jasnoća mišljenja i sklonost rigoroznom temeljenju čine ga jednim od ključnih mislilaca u razvoju moderne matematike.

## Život
Rođen je u Braunschweigu, gdje je proveo gotovo cijeli život i gdje je i preminuo. Njegov otac bio je Julius Levin Ulrich Dedekind, upravitelj Collegiuma Carolinuma, a majka Caroline Henriette Emperius kćer profesora s toga kolegija. Imao je troje starije braće i sestara. Studirao je prvo na Collegiumu Carolinumu, a zatim na Sveučilištu u Göttingenu, gdje je posljednji učenik slavnog Gaussa. Doktorirao je 1852. godine radom o Eulerovim integralima.
Nakon kratkog boravka u Berlinu, gdje je upoznao Riemanna, vratio se u Göttingen kao docent, a zatim je predavao u Zürichu. Godine 1862. vratio se u Braunschweig gdje je do mirovine 1894. predavao na Tehničkom institutu. Nikada se nije oženio, živio je sa sestrom Julijom. Bio je član akademija u Berlinu, Rimu i Francuskoj, a dobio je počasne doktorate iz Osla, Züricha i Braunschweiga.

## Djelo

### Dedekindov rez
Dok je predavao analizu u Zürichu, razvio je pojam Dedekindova reza – način kako definirati realne brojeve. Svaki iracionalni broj može se predstaviti kao podjela skupa racionalnih brojeva u dvije klase: svi brojevi manji od tog broja i svi veći. Time se ispunjava čitavi brojevni pravac – bez praznina ili prekida.

### Teorija beskonačnih skupova
Dedekind je prvi formalno definirao beskonačni skup kao onaj koji je sličan pravom podskupu sebe sama. Time je otvorio put razvoju teorije skupova, a njegovo je djelo prethodilo radovima Georga Cantora.

### Aksiomatski temelji prirodnih brojeva
U djelu „Was sind und was sollen die Zahlen?”  (hrv. „Što su brojevi i što bi oni trebali biti?” iz 1888. izložio je aksiomatske temelje prirodnih brojeva. Definirao je pojam jedinice i funkcije sljedbenika, što je godinu dana kasnije pojednostavio Giuseppe Peano, na temelju Dedekindovih ideja.

### Teorija ideala i algebra
U kasnijim izdanjima Dirichletovih „Predavanja iz teorije brojeva”, koje je sam u cijelosti napisao, uveo je pojam ideala – ključno za razvoj teorije prstenova. Premda nije koristio izraz „prsten”, postavio je temelje pojmu. Ideali su kasnije razvijeni u radovima Hilberta i Emmy Noether.

### Suradnja i podrška Cantoru
Od 1872. bio je u prijateljskim odnosima s Cantorom, čiju je teoriju beskonačnih skupova podržavao. Suprotstavljao se Kroneckeru, koji je bio protiv filozofije beskonačnog.
Dedekind je također uređivao sabrana djela Dirichleta, Gaussa i Riemanna, te radio na modularnim rešetkama, jednom od prethodnika moderne teorije rešetki.